# Strada Statale 53 Postumia
Die Strada Statale 53 Postumia (Abkürzung: SS 53) zwischen Vicenza und Cittadella, sowie Strada Regionale 53 Postumia (Abkürzung: SR 53) zwischen Cittadella und Portogruaro ist eine italienische Staatsstraße in Nordostitalien. Sie liegt in der italienischen Region Venetien und ist 119,964 km lang.

## Verwaltung
Die SS 53 wird zwischen Vicenza und der Kreuzung mit der SS 47, auf insgesamt 22,950 km, von der ANAS verwaltet. Der restliche Teil, mit einer Länge von 92,442 km, untersteht der Firma Veneto Strade SpA. In diesem Teil heißt die SS 53 nun SR 53 (Strada Regionale 53).

## Geschichte

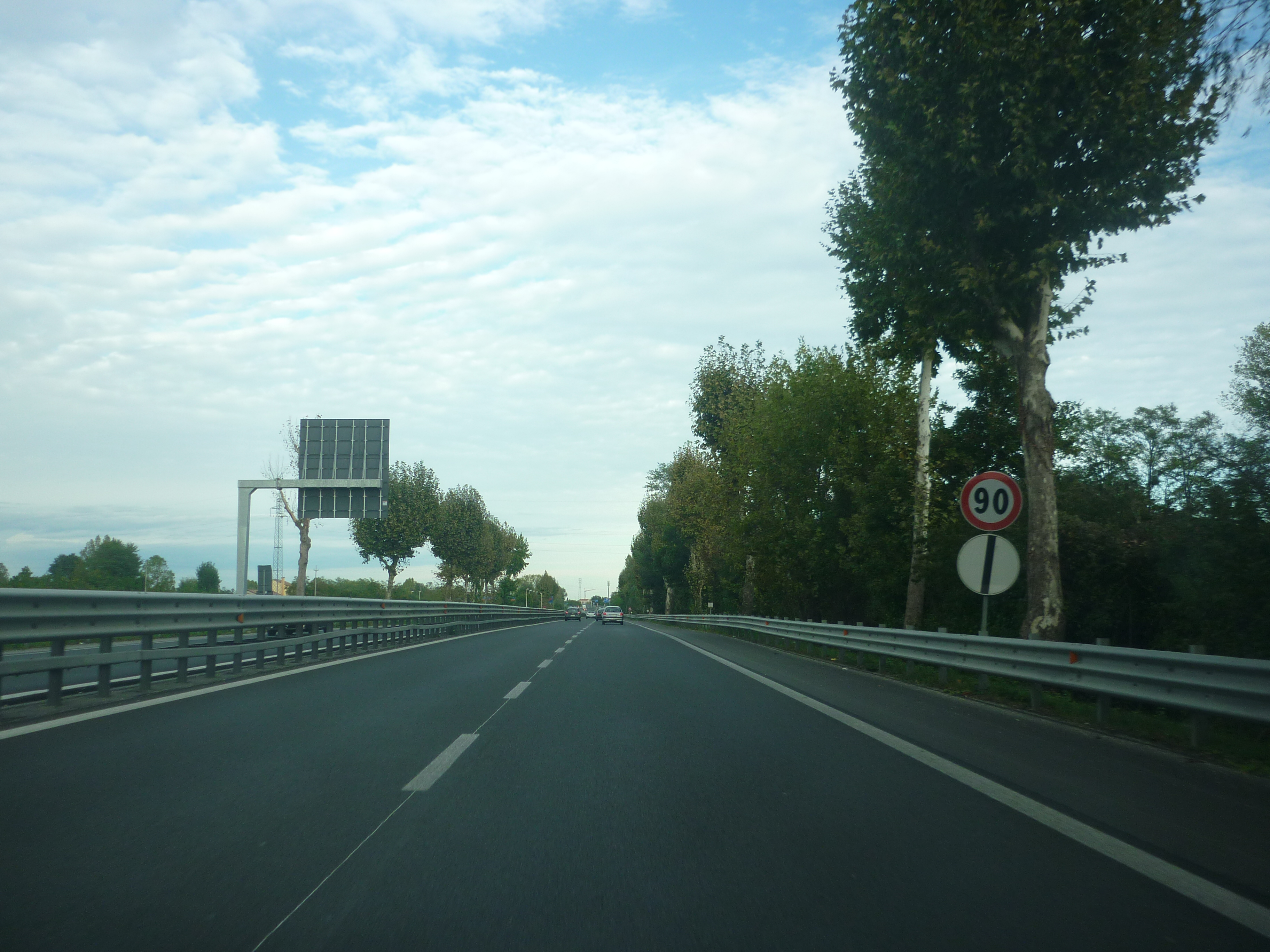
Die SS 53 bei Treviso

Die SS 53 folgt heute in etwa den östlichsten Teil der antiken Römerstraße Via Postumia.
Bis vor wenigen Jahren stand die gesamte SS 53 unter der Verwaltung der ANAS. Das Decreto Legislativo n. 112 del 1998 regelte die Zuständigkeit neu, der Großteil der SS 53 ging an die Regionen über.
Die gegründete Veneto Strade SpA. verwaltet heute den längsten Abschnitt der SS 53, bzw. SR 53, zwischen Cittadella und den Endpunkt in Portogruaro.

## Verlauf
Die SS 53 beginnt in der Provinzhauptstadt Vicenza und führt zunächst nordöstlich nach Cittadella.
Weitere Orte sind dann Castelfranco Veneto, Vedelago und Paese, wobei die SS gerade Richtung Osten führt.
Nächster Ort ist dann die Provinzhauptstadt Treviso, wo sie kurz zu einer Schnellstraße wird und die SS 13  kreuzt.
Sie führt dann ostwärts nach San Biagio di Callalta und Ponte di Piave, wo sie den Piave überquert.
Nach einer Biegung Richtung Norden erreicht sie Oderzo.
Anschließend führt sie wieder ostwärts nach Motta di Livenza und Annone Veneto.
Danach führt die Straße nach Süden und erreicht bei Kilometer 119 ihren Endpunkt bei Portogruaro.
Sie trifft dort auf die SS 14.